# Franz Xaver Pawlik

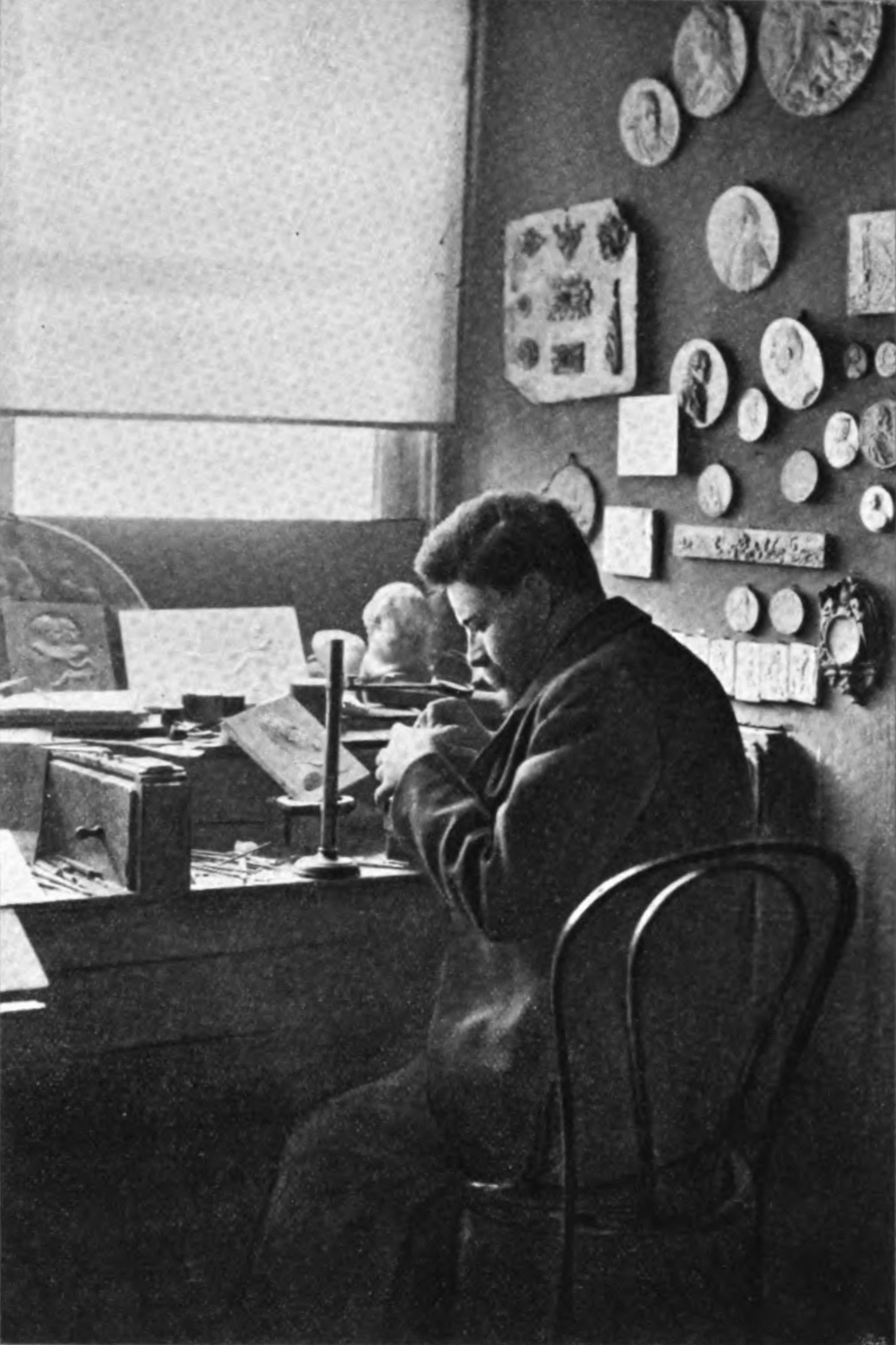
Franz Xaver Pawlik bei der Arbeit;
aus: August Ritter von Loehr: Wiener Medailleure, 1899, Tabelle 21

Franz Xaver Pawlik (* 8. August 1865 in Wien; † 23. August 1906 Mödling) war ein österreichischer Kunsthandwerker; Stempelmacher und Medailleur.

## Leben

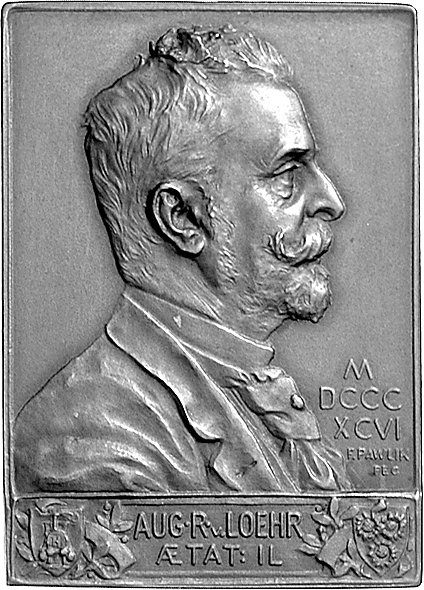
1896: Plakette auf den Ingenieur August Ritter von Loehr

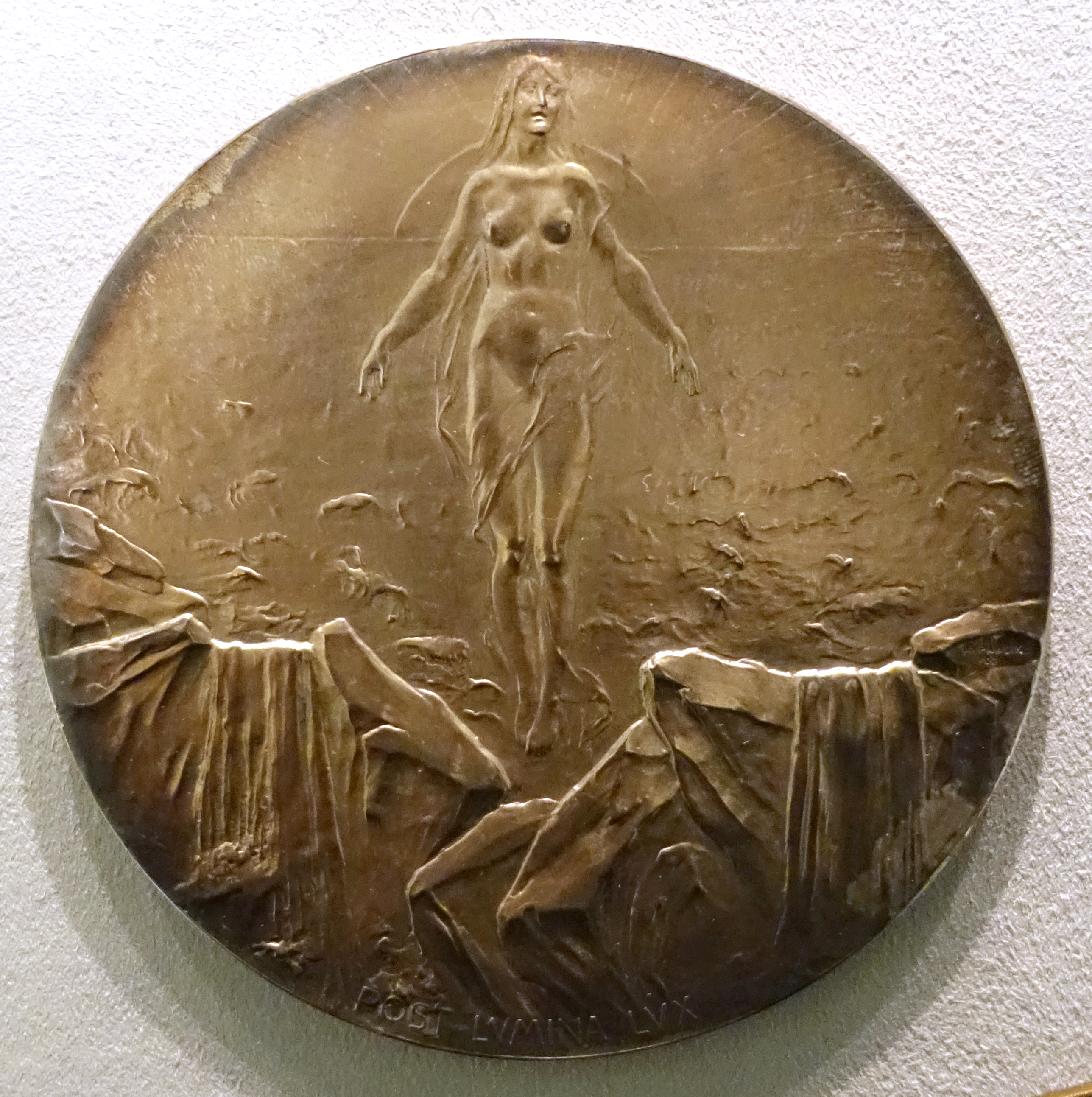
„Post lumina lux“, Medaille auf das neue, das 20. Jahrhundert;
ausgestellt im Bode-Museum, Berlin

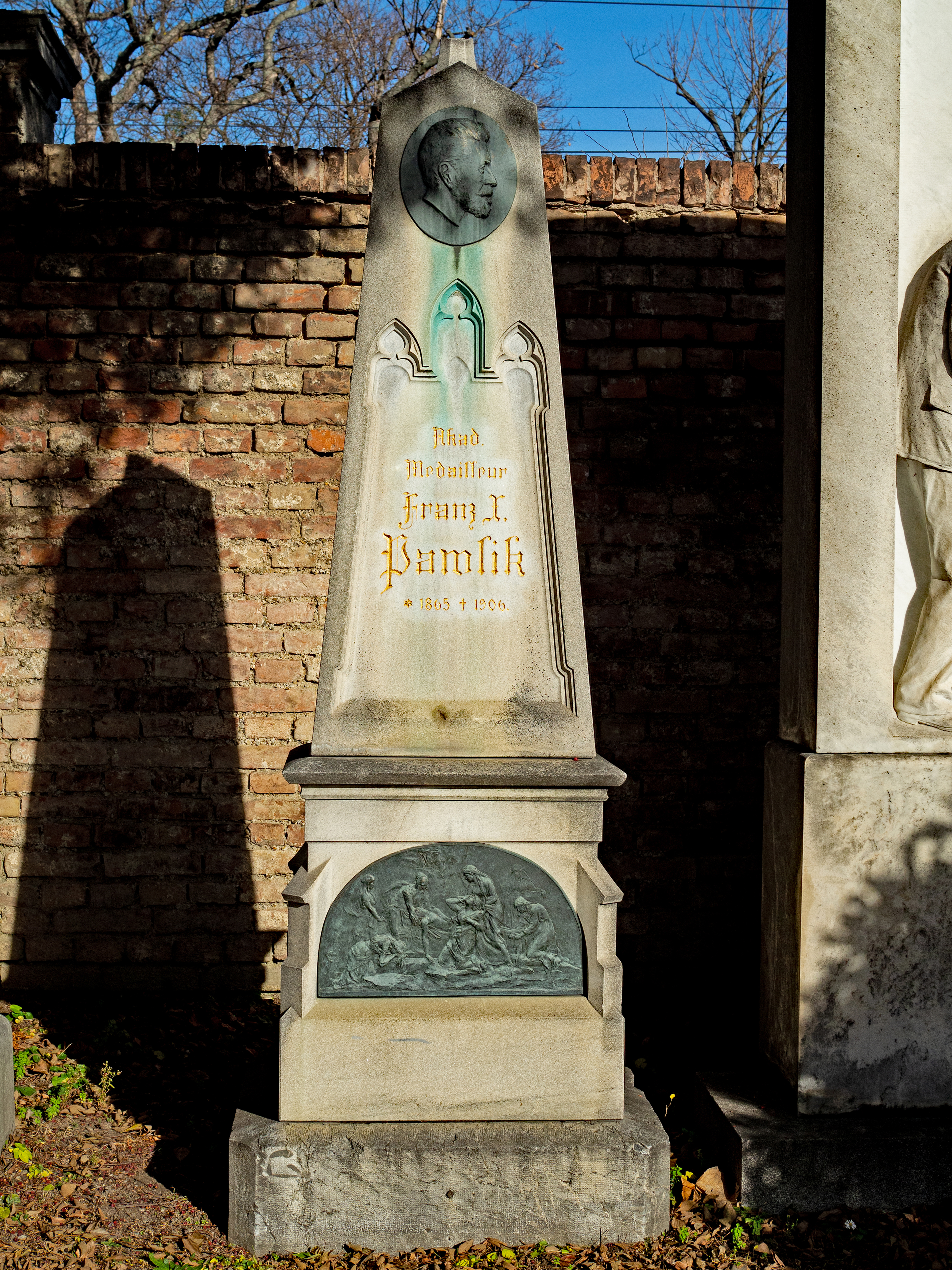
Grabstätte von Franz Xaver Pawlik auf dem Wiener Zentralfriedhof

Geboren als Sohn eines Schneiders, erlernte Franz Xaver Pawlik zunächst das Handwerk des Gravierens und lernte anschließend Zeichnen im Unterricht bei Josef Grandauer sowie Modellieren bei Rudolf Weyr.
1886 wurde Pawlik als Schüler in die Wiener Akademie der bildenden Künste aufgenommen, wo er schließlich durch  Josef Tautenhayn und Anton Scharff unterrichtet wurde. Studienreisen führten Pawlik nach Deutschland, den Niederlanden, nach Belgien sowie Italien, bevor er im Wiener Hauptmünzamt ab 1892 zunächst als Graveureleve tätig wurde, ab 1897 als Graveurassistent und in der Zeit von 1904 bis in sein Todesjahr 1906 hinein schließlich als Münz- und Medaillengraveur der Münze Österreichs arbeitete.

## Werke (Auswahl)
Pawlik schuf Prägestempel für Münzen, „Miszellania“-, religiöse und Preis-Medaillen, aber auch Porträtmedaillen etwa mit Kaiser Franz Joseph I. und der kaiserlichen Familie sowie zahlreichen Persönlichkeiten etwa der habsburger Donaumonarchie.

## Auszeichnungen
Franz Xaver Pawlik wurde mit mehrfach mit Preisen und Auszeichnungen sowohl in Österreich als auch in anderen Staaten geehrt. Sein Ehrengrab befindet sich auf dem Wiener Zentralfriedhof (Gruppe 0, Reihe 1, Nr. 42).